# Powiat lelowski

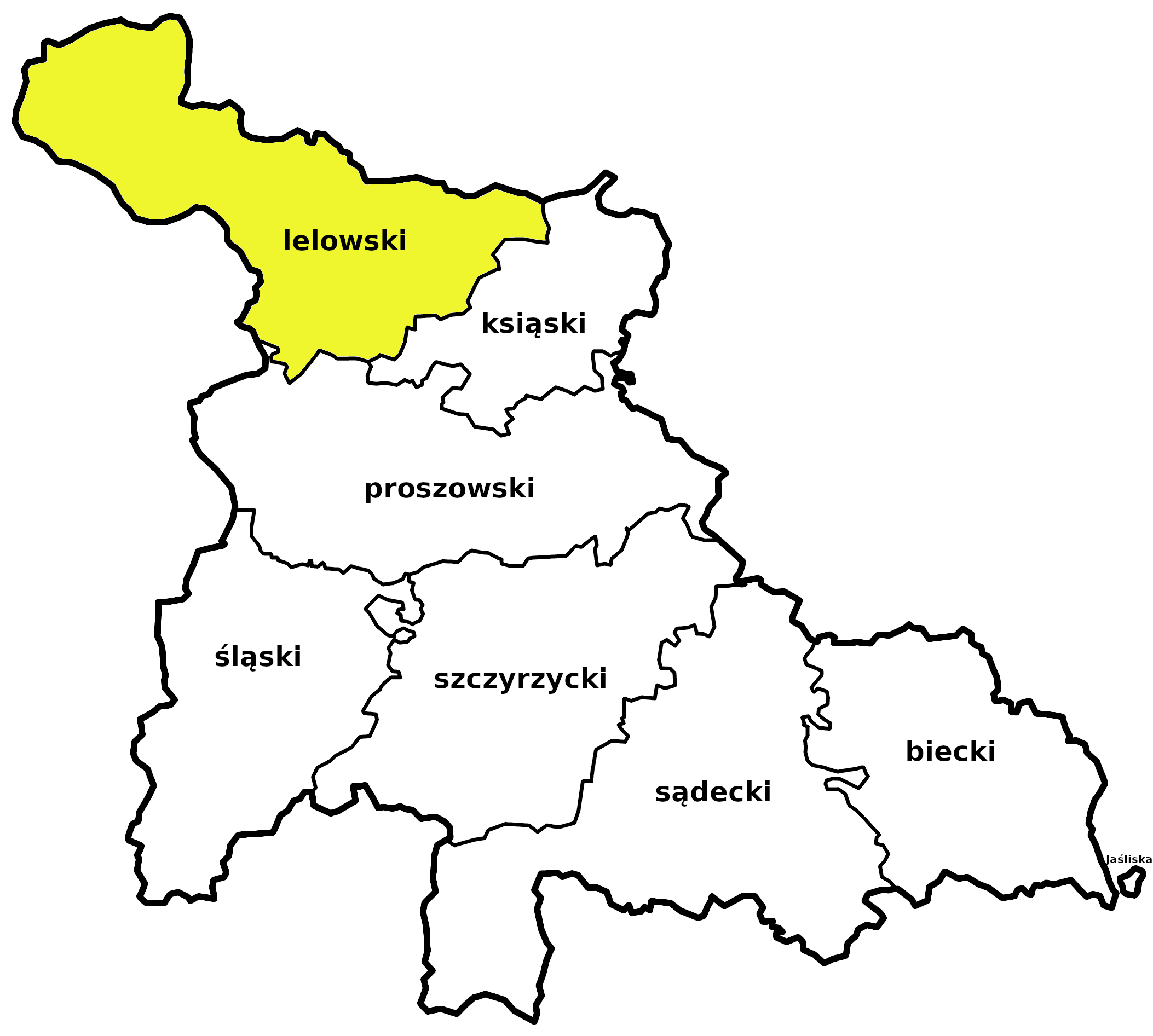
     Powiat lelowski w województwie krakowskim pod koniec XVI wieku

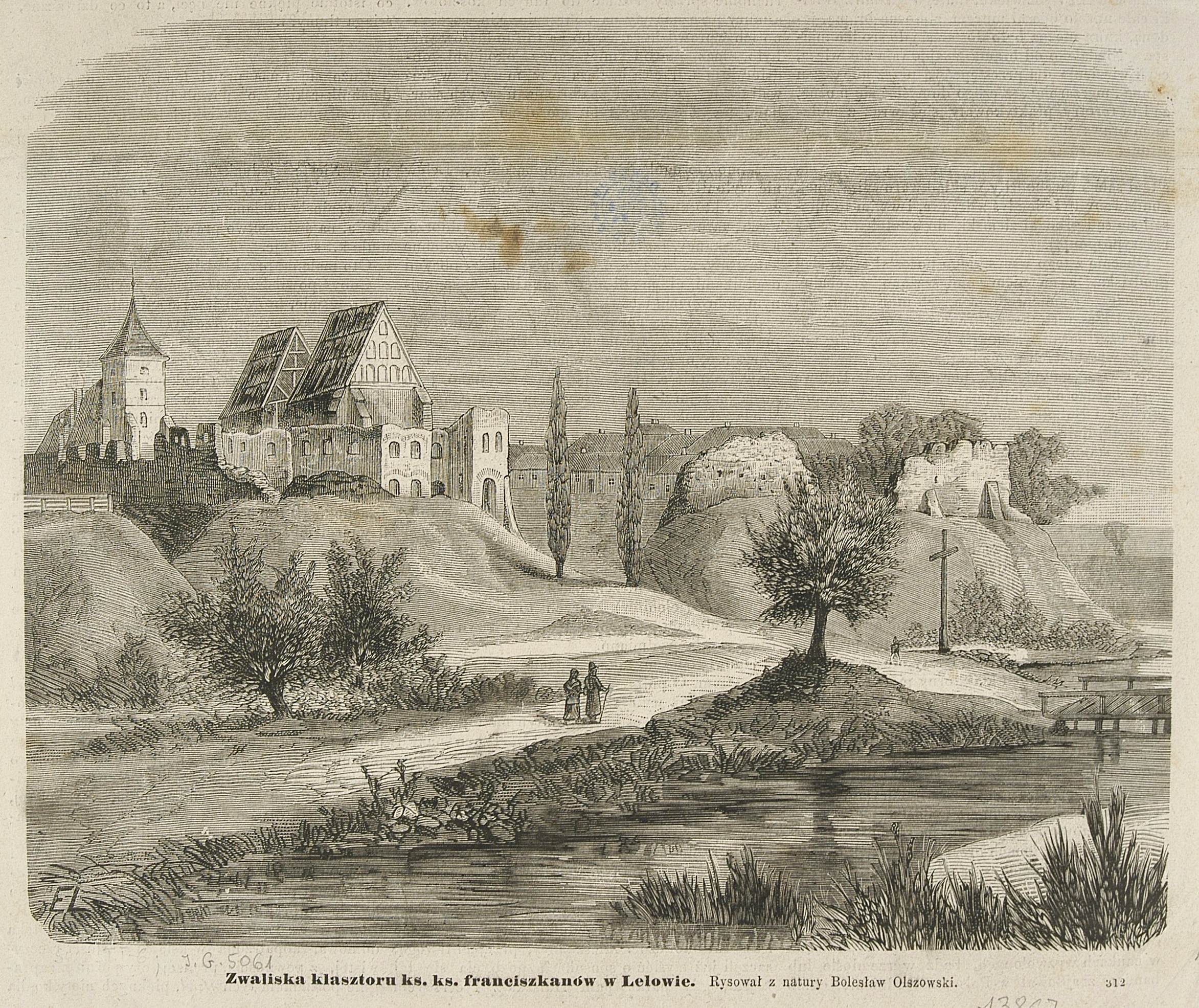
Ruiny klasztoru Franciszkanów w Lelowie w XIX wieku

Powiat lelowski – historyczny powiat, którego siedzibą był Lelów. Powiat istniał w okresie od przełomu XIV/XV wieku do 1837 r.
Adolf Pawiński wyliczył, że w XVI wieku powiat lelowski obejmował powierzchnię 45,02 mil kwadratowych, tj. 2479,31 km².

## Historia
Pierwszym znanym starostą wymienianym w źródle z 1408 był Zbigniew z Brzezia, Włodzislawia i Lanckorony. Oprócz Lelowa z browarem wymieniane są wówczas Bliżyce z karczmą, Dzibice z karczmą i trzema młynami oraz folwark Sokolniki.
Powiat powiększał swe terytorium, w 2. połowie XVI wieku w jego skład wchodziło 9 miast i 182 wsie, na początku XVII wieku już 13 miast, z czego pięć było miastami królewskimi. Administracyjnie powiat należał do województwa krakowskiego, do 1797, kiedy to przejęła go komora pruska we Wrocławiu. Był to szczytowy okres rozwoju powiatu, mającego wówczas 3096 km² powierzchni. W 1807 powstał powiat lelowsko-siewierski, przemianowany rok później na lelowsko-pilicki, teren dotychczasowego powiatu lelowskiego wcielono do księstwa siewierskiego. Po przejęciu departamentu krakowskiego przez Imperium Rosyjskie w 1813 i reformie administracji, w 1817 powiat wszedł w skład obwodu olkuskiego. Po kolejnej reformie w 1837 uległ likwidacji, stając się najpierw okręgiem w powiecie olkuskim, a od 1866, gdy utworzono powiat włoszczowski, Lelów występuje już jedynie jako siedziba gminy.